# Minoru Kobayashi
Minoru Kobayashi (小林 稔 Kobayashi Minoru?, nacido el  de 19 en Kanagawa) es un exfutbolista japonés. Jugaba de defensa y su último club fue el FC Tokyo de Japón.

## Trayectoria

### Clubes
| Club     | País  | Año         |
| -------- | ----- | ----------- |
| FC Tokyo | Japón | 1999 - 2002 |